# AirBridgeCargo

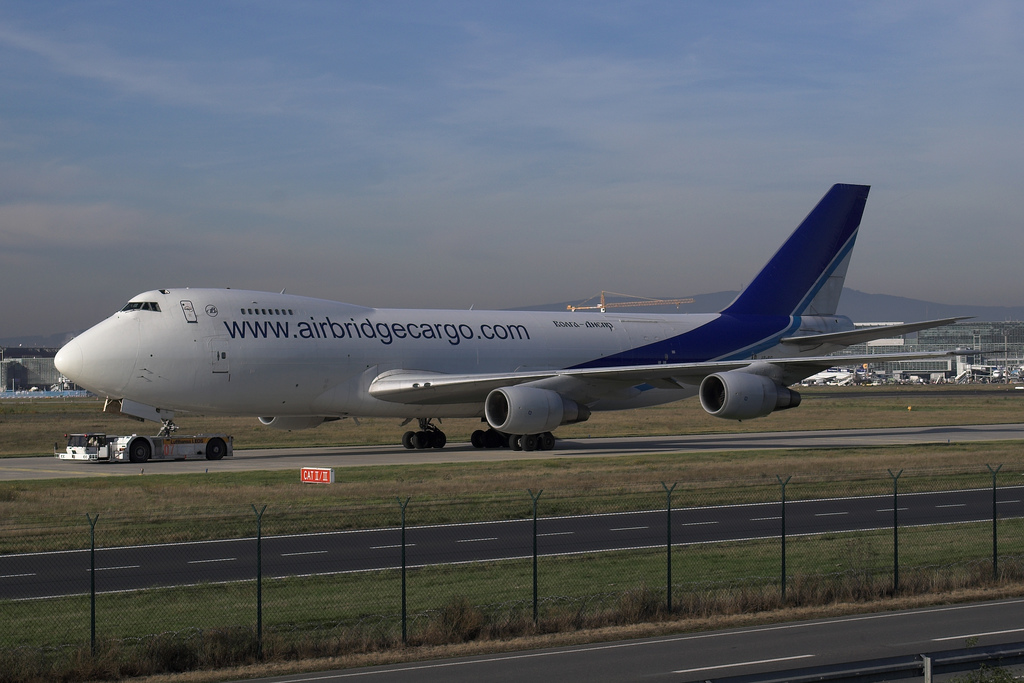
Boeing 747 VP-BID

«AirBridgeCargo» («ЭйрБриджКарго») — крупнейшая российская грузовая авиакомпания, входящая в состав Группы компаний «Волга-Днепр». АВС выполняет регулярные грузовые рейсы между Россией, Азией, Европой и Северной Америкой, маршрутная сеть покрывает более тридцати направлений по всему миру. Перевозки осуществляются через грузовой хаб авиакомпании на базе международных аэропортов Красноярск и Шереметьево.

## История
Компания вышла на рынок грузовых перевозок в апреле 2004 года, когда самолет АВС Boeing 747 выполнил первый рейс из Пекина в Люксембург. Это была ключевая точка в процессе подготовки запуска новой авиакомпании в рамках ГК «Волга-Днепр». В течение двух лет компания продолжала наращивать флот и увеличивать количество направлений по маршрутной сети и в ноябре 2006 года получила собственный сертификат эксплуатанта, став второй независимой компанией в рамках Группы компаний «Волга-Днепр».
АВС стал первым российским перевозчиком-эксплуатантом грузовых самолётов Boeing 747, к 2023 году в её парке четыре Boeing 747-400F, 13 Boeing 747-8 и один Boeing 777F.
В августе 2022 года основатель «Волга-Днепр» Алексей Исайкин передал управление топ-менеджменту и вышел из капитала компании.

## Маршрутная сеть
Авиакомпания осуществляет регулярные грузовые перевозки на маршрутах, соединяющих Азию, Европу и Северную Америку.
Уже в 2020 году авиакомпания Air Bridge Cargo сократила свою программу в московском авиаузле и значительно увеличила долю перевозок через международный аэропорт Красноярска в своем транзитном трафике через Россию: теперь AirBridgeCargo возит большую часть своих грузов, свыше 80 процентов, через Красноярск.
Маршрутная сеть охватывает такие международные грузовые аэропорты, как Шанхай, Гонконг, Пекин, Франкфурт, Амстердам, Чикаго, Сингапур и другие.
Красноярск является единственным региональным аэропортом, обеспечивающим грузовые хабовые операции по технологии Tail-to-Tail.

## Санкции
В 2022 году, на фоне западных санкций, из-за вторжения России на Украину, AirBridgeCargo прекратил работу
19 октября 2022 года AirBridgeCargo включен в санкционный список Украины так как она «осуществляет деятельность в отраслях, имеющих стратегическое значение для Правительства России» .
11 апреля 2023 года авиакомпания AirBridgeCargo включена в санкционный список Канады «организаций причастных к войне Путина».

## Флот

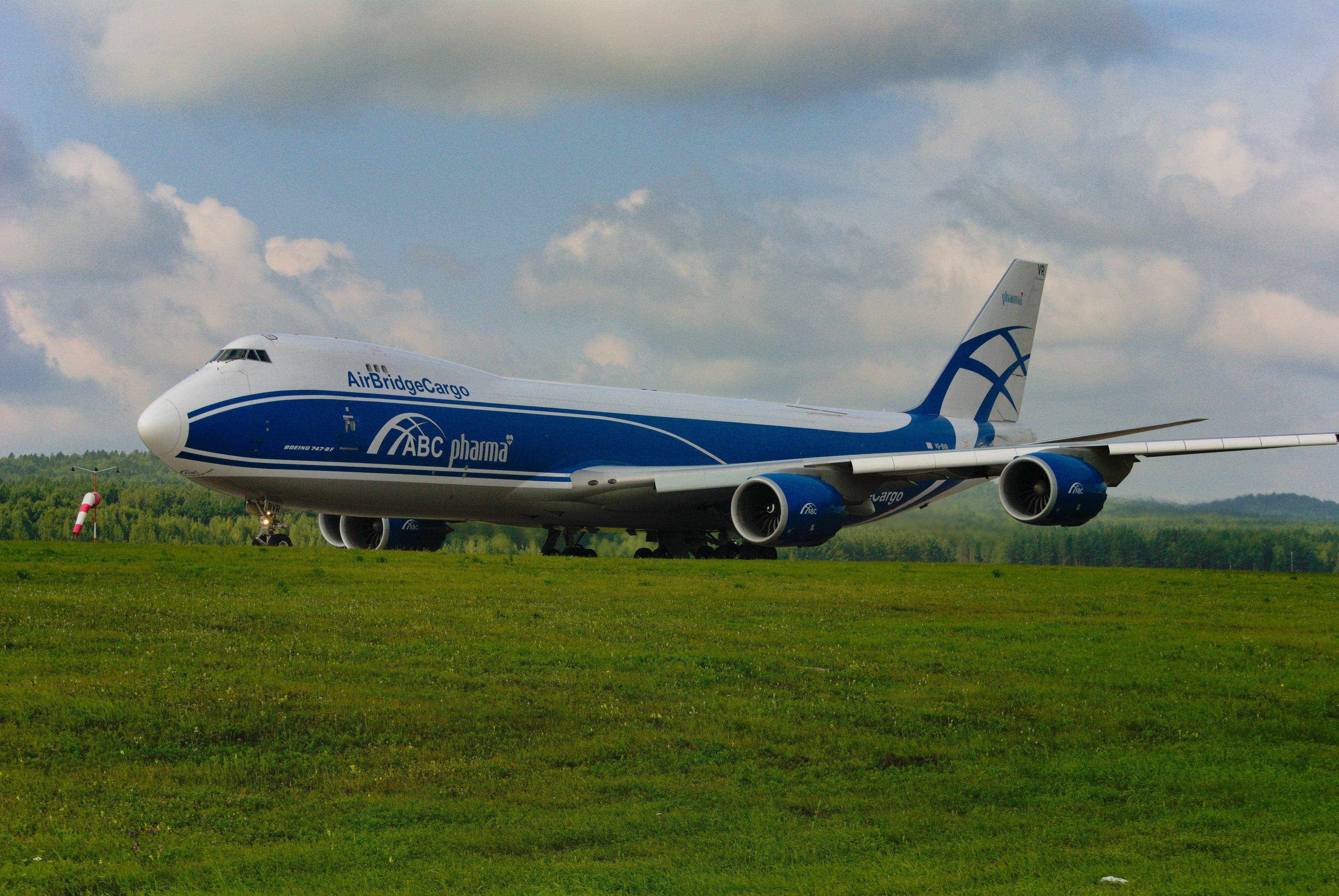
Boeing 747-8F в аэропорту Красноярск

По состоянию на февраль 2022 года размер флота ООО «Авиакомпания ЭйрБриджКарго» составляет 18 самолётов: